# Transportador de dopamina
O transportador de dopamina (também conhecido como DAT ou SLC6A3) é uma proteína que atravessa a membrana celular dos neurônios e bombeia o neurotransmissor dopamina para fora da sinapse e de volta para o citosol, a partir da qual outros transportadores captam a dopamina e norepinefrina das vesículas para armazenamento e posterior liberação. A recaptação da dopamina através do DAT fornece o mecanismo primário por meio do qual a dopamina é eliminada das sinapses , embora possa haver uma exceção no córtex pré-frontal, em que estudos preliminares apontam para um papel possivelmente maior exercido pelo transportador de norepinefrina.